# Pygmalion (album)
Pygmalion è un album degli Slowdive, pubblicato nel 1995 dalla Creation Records.

## Il disco
L'album si muove su coordinate decisamente più ambient, vicino al post-rock dei Talk Talk e dei Bark Psychosis. Pygmalion è al centro di una controversia tra gli ascoltatori; si tratta del lavoro di un gruppo sulla via dello scioglimento (Chaplin e Savill, infatti, avevano lasciato il progetto insoddisfatti del nuovo indirizzo preso dal gruppo) e l'album rappresenta un distacco dalle esperienze precedenti. Per alcuni è addirittura il loro lavoro meno riuscito.
Per una netta maggioranza è invece proprio Pygmalion il luogo mentale in cui le linee guida del gruppo raggiungono il punto di intersezione, punto che a detta di molti costituisce la summa dell'esperienza shoegaze e un'alchimia irripetuta tra ambient, psichedelia e dark rock.
La lentissima e diffusa Rutti e l'onirica Crazy for You costituiscono l'eredità, estremamente spirituale, degli Slowdive più maturi.
L'album è stato ripubblicato nel 2010 dalla Cherry Red Records con in aggiunta un disco di bonus tracks.

## Tracce
1. Rutti – 10:05
2. Crazy For You – 6:01
3. Miranda – 4:49
4. Trellisaze – 6:22
5. Cello – 1:42
6. J's Heaven – 6:47
7. Visions of La – 1:48
8. Blue Skied An' Clear – 6:54
9. All of Us – 4:07

## Formazione
- Neil Halstead - voce, chitarra
- Rachel Goswell - voce, chitarra
- Ian McCutcheon - batteria